# P-гликопротеин
P-гликопротеин, или белок множественной лекарственной устойчивости 1, (MDR1; CD243) — мембранный белок, гликопротеин из семейства ABC-переносчиков. Обеспечивает перенос многих веществ, таких как липиды, стероиды, пептиды, билирубин и др., через мембрану клетки. Продукт гена ABCB1 (англ. ATP-binding cassette sub-family B member 1).
Эта группа белков была открыта китайским биологом Виктором Лингом в клетках яичника китайского хомячка с множественной лекарственной устойчивостью. P-гликопротеины входят в состав АТФ-зависимых мембранных транспортных белков. Повышение экспрессии этих белков в опухолевых клетках снижает концентрации лекарственных средств, что приводит к уменьшению цитотоксичности противоопухолевых препаратов широкого спектра действия. Ингибиторы P-гликопротеины потенциально способны усиливать действие некоторых клинически важных противоопухолевых препаратов.

## Ген
Обнаружено, что полиморфизм гена ABCB1 оказывает лишь небольшой эффект на экспрессию мРНК и белка P-гликопротеина и на тканевую экспрессию (в первую очередь в печени, кишечнике и сердце). Хотя полиморфизм и гаплотипы ABCB1 связывались с изменениями распределение лекарственных препаратов и на ответ организма на лекарства, включая побочные эффекты, это имеет небольшое значение для клиники.

## Белок
P-гликопротеин — трансмембранный белок, молекулярная масса 170 кДа, включая N-концевое гликозилирование 10-15 кДа. Белок содержит 6 трансмембранных доменов на N-концевой части, крупный цитозольный домен с участком связывания АТФ, затем вновь 6 трансмембранных доменов и второй участок связывания АТФ. Вторая половина белка на 65 % гомологична аминокислотной последовательности первой половине. Структура P-гликопротеина млекопитающих была разрешена в 2009 году на основе гена мыши MDR3, гетерологически экспрессированного в дрожжах Pichia pastoris. Структура P-гликопротеина мыши оказалась сходна по структуре с бактериальным ABC-переносчиком MsbA (3B5W и 3B5X), который принимает конформацию с вогнутой внутрь поверхностью, что считается важным для связывания субстрата на внутренней поверхности мембраны. Кроме этого, дополнительные структуры (3G60 и 3G61) белка обнаружили участки связывания для двух циклических пептидных субстратов/ингибиторов. Участки связывания на молекуле P-гликопротеина выстланы остатками ароматических аминокислот. Молекулярное моделирование подтвердило, что эта последовательность оказывает прямое воздействие на структурную стабильность переносчика в его нуклеотид-связывающих доменах и определяет границу внутренних лиганд-связывающих карманов.

## Тканевая и клеточная локализация
P-гликопротеин экспрессирован в определённых клетках печени, поджелудочной железы, почек, толстого кишечника и тощей кишки. Белок также обнаружен на эндотелиальных клетках капилляров мозга.

## Функции
Субстрат достигает P-гликопротеина либо через внутренний слой мембранного бислоя, либо со стороны цитоплазмы. АТФ связывается с белком на цитоплазматической стороне клетки. После связывания субстрата и АТФ гидролиз АТФ приводит к переносу субстрата в положение, с которого последний может быть эксретирован из клетки. Высвобождение фосфатной группы происходит одновременно с экскрецией субстрата. АДФ уходит из каталитического центра и новая молекула АТФ связывается со вторичным АТФ-связывающим участком. Гидролиз АТФ и уход АДФ и фосфата перезагружает белок таким образом, что процесс может вновь начаться.
P-гликопротеин принадлежит к суперсемейству ABC-переносчиков. К ABC-переносчикам относятся многочисленные как вне-, так и внутриклеточные белки. Гены этих белков разделяются на 7 отдельных подсемейств: ABC1, MDR/TAP, MRP, ALD, OABP, GCN20 и White. Ген P-гликопротеина входит в подсемейство MDR/TAP, члены которого связаны с множественной лекарственной устойчивостью. P-гликопротеин является АТФ-зависимым насосом для ксенобиотиков широкого спектра. Белок отвечает за пониженное накопление лекарственных препаратов в клетках с множественной лекарственной устойчивостью и часто опосредует развитие устойчивости к антираковым препаратам. Кроме этого белок также функционирует как переносчик в гематоэнцефалическом барьере. Мутации гена ассоциированы с устойчивостью к колхицину и развитием воспалительного заболевания кишечника 13-го типа. Альтернативный сплайсинг и альтернативные промоторы приводят к образованию множественных вариантов белка.
P-гликопротеин переносит многочисленные субстраты через клеточную мембрану, включая следующие:
- Лекарственные препараты, такие как колхицин, дезлоратадин,[11] такролимус и хинидин.
- Химотерапевтические агенты, такие как ингибиторы топоизомеразы (этопозид, доксорубицин), агенты, действующие на микротрубочки (винбластин), и ингибиторы тирозинкиназ (гефинитиб, сунитиниб).
- липиды
- стероиды
- ксенобиотики
- пептиды
- билирубин
- сердечные гликозиды (дигоксин)
- иммунодепрессанты
- глюкокортикоиды, такие как дексаметазон
- препараты антиретровирусной терапии, направленные против HIV-1, такие как ингибиторы протеаз и ингибиторы обратной транскриптазы.